# Вільям Пірс Роджерс
Вільям Пірс Роджерс (англ. William Pierce Rogers; 23 червня 1913, Норфолк, Нью-Йорк, США — 2 січня 2001, Бетесда, округ Монтґомері, штат Меріленд, США) — американський політик і державний діяч.

## Біографія
Закінчив Колгейтський університет і юридичний факультет Університету Корнелла. З 1938 по 1942 працював обвинувачем в основному в справах про організовану злочинність в Нью-Йорку. У 1942 вступив на службу у флот. Служив на авіаносці USS Intrepid (CV-11), брав участь у битві за Окінаву. Його останнім званням було капітан-лейтенант.
Після війни працював юристом в комісіях Сенату США. У 1950 Роджерс став партнером в Нью-Йоркській юридичній фірмі Dwight, Royall, Harris, Koegel & Caskey.
З 1953 обіймав посаду заступника міністра юстиції в адміністрації президента Ейзенхауера. З 1957 по 1961 — міністр юстиції США. На цій посаді завзято боровся з расовою сегрегацією, підтримував жорсткі заходи щодо забезпечення виконання закону 1957 Civil Rights Act, що передбачав створення змішаних біло-чорних шкіл. Був близьким радником Ніксона, який обіймав посаду віце-президента при Ейзенхауері.
З 1961 по 1969 займався приватною юридичною практикою. З 22 січня 1969 по 3 вересня 1973 займав посаду державного секретаря в адміністрації Ніксона. Серед іншого, намагався домогтися тривалого миру в Арабо-ізраїльському конфлікті, запропонувавши так званий план Роджерса. Вважався лояльним співробітником Ніксона, незважаючи на те, що частина його повноважень була узурпована президентським радником з національної безпеки Генрі Кіссінджером. Нагороджений Президентською медаллю свободи і вийшов у відставку в 1973.
Очолював президентську комісію з розслідування причин загибелі шатла Челленджер.
Помер від хвороби серця в 2001, похований на Арлінгтонському національному цвинтарі.